# Orkanen Irma
Orkanen Irma var en ekstremt kraftig orkan, der i begyndelsen af september 2017 hærgede på de Små Antiller i Vestindien, Puerto Rico, Bahamas og Cuba, og bevægede sig op over Floridas vestkyst og videre mod Georgia og Alabama i USA, nu som en tropisk storm. Den har været en kategori 5 orkan og den kraftigste der nogensinde er registreret i Atlanterhavet mht. maksimale vedvarende vindstyrker (145 knob ≈ 267 km/t ≈ 75 m/s). Med et centertryk på 920 hPa. Det er det laveste siden orkanen Dean i 2007. Irma blev dannet omkring d. 30. august lidt vest for Kap Verde-øerne.
Orkanen har kostet mindst 84 mennesker livet i Caribien og USA (heraf 33). På den franske del af øen Sankt Martin meddeler en embedsmand at 95% af øen er ødelagt.
Irma følges af  José, der er en kategori 4 orkan, og som har nogenlunde samme kurs som Irma.